# بروس هاو هندريكس
بروس هاو هندريكس (بالإنجليزية: Bruce Howe Hendricks) (و. 1957 – م) هي محامية، وقاضية من الولايات المتحدة الأمريكية .